# Heros

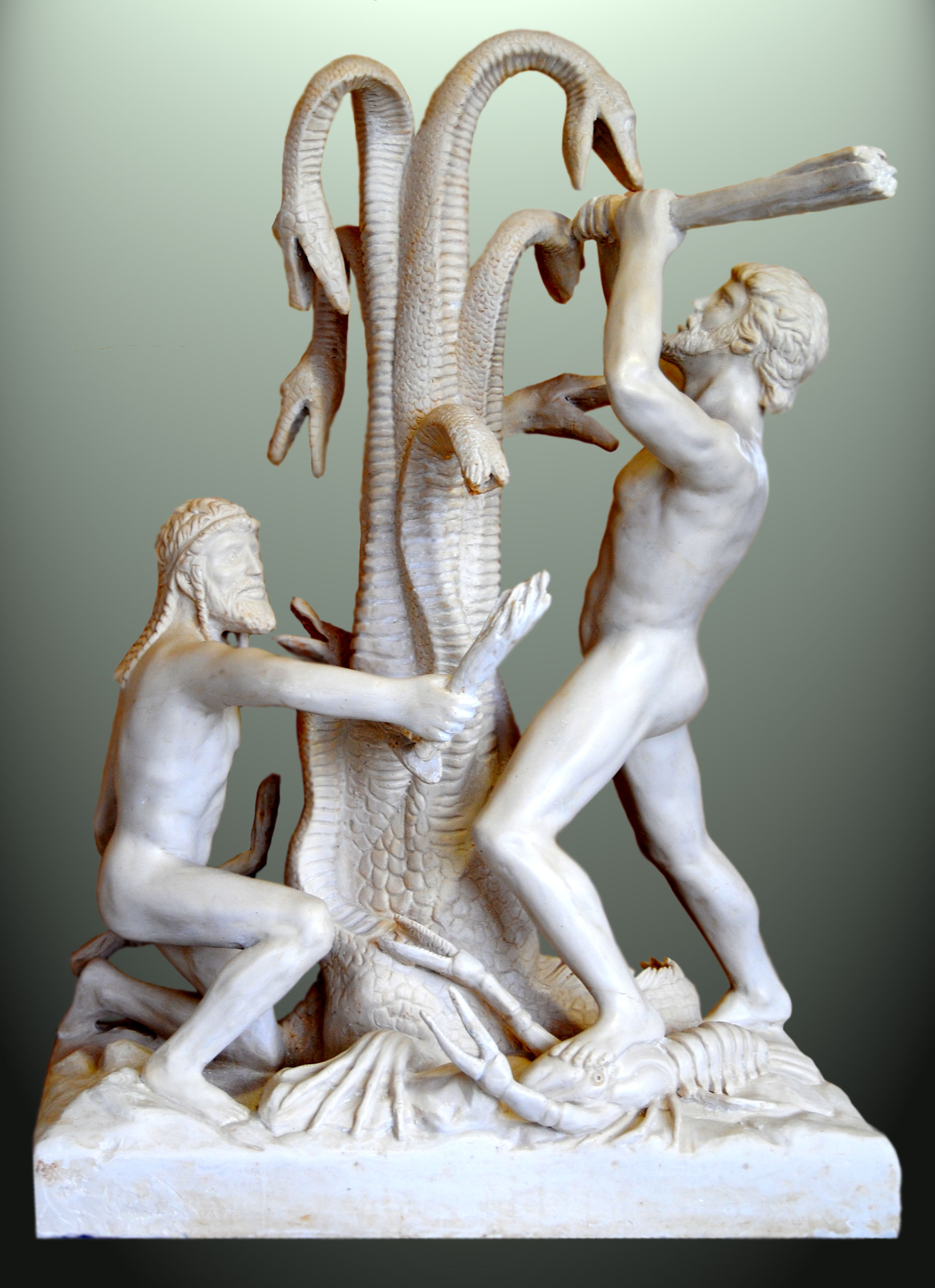
Herakles zabija hydrę lerneńską

Heros (stgr. ἥρως „bohater”) – w mitologii greckiej postać zrodzona ze związku człowieka i boga. Herosi mieli nadzwyczajne zdolności, jak wielka siła, spryt, odwaga, inteligencja czy inne przymioty. Choć byli dziećmi bogów, nie posiedli cechy nieśmiertelności. Byli dowodem przenikania się świata bogów i ludzi.
Według greckich wierzeń bogowie często przybywali na ziemię i ingerowali w sprawy ludzi. Zdarzało się, że mieszkańcy Olimpu zakochiwali się w śmiertelniczkach, a te wydawały na świat obdarzone boskimi zdolnościami dzieci. Bywały także przypadki, gdy to bogini była matką herosa, a jego ojcem – śmiertelnik. Wyrastały one na bohaterów zwanych herosami. Takie pochodzenie Grecy przypisywali także założycielom miast i prawodawcom, którzy byli postaciami historycznymi. Obecnie pojęcia tego używa się w szerszym znaczeniu przenośnym.

## Znani herosi
Najbardziej znanymi herosami byli:
- Herakles (syn Zeusa i Alkmeny),
- Perseusz (syn Zeusa i Danae),
- Tezeusz (syn Posejdona i Ajtry),
- Achilles (syn Peleusa i Tetydy).

Najczęściej herosami byli mężczyźni, jednak bywały nimi też kobiety. Przykładami są Hippolita i Pentezylea, córki Aresa i Otrere, będące królowymi Amazonek. Heros płci żeńskiej niekoniecznie związany był bezpośrednio z walką i wojną (np. Helena Trojańska).